# The Surge
The Surge ist ein Science-Fiction-Action-Rollenspiel, welches von Deck13 entwickelt und von Focus Home Interactive für Microsoft Windows, PlayStation 4 und Xbox One vermarktet wird. Mit The Surge 2 erschien am 24. September 2019 ein Nachfolger.

## Handlung
Das Spiel spielt in einer dystopischen Zukunft, in der die Menschheit die Rohstoffe der Welt weitgehend verbraucht hat. Dies führte zu angespannten sozialen Verhältnissen, Krankheiten und einer verschmutzen Umwelt. Eine zentrale Rolle spielt dabei das Unternehmen CREO, welches der wichtigste und mächtigste Konzern der Welt ist. Der Gründer von CREO, Jonah Guttenberg, hat es sich zum Ziel gesetzt, den Verfall des Planeten Erde aufzuhalten. Seine Forschungen und Entwicklungen mündeten dabei in dem Project Resolve, bei welchem Raketen mit Chemikalien in die Stratosphäre geschossen werden, um dadurch den drohenden Klimawandel-Kollaps zu stoppen.
Die Hauptfigur, die der Spieler im Spiel steuert ist dabei Warren, ein älterer, eher einsamer Rollstuhlfahrer, der für CREO arbeiten will. Warren wird durch eine Katastrophe am ersten Arbeitstag bewusstlos und befindet sich mit einem schweren Exoskelett, welches von seinem Arbeitgeber CREO angeschraubt wurde in einem zerstörten Teil eines Gebäudekomplexes wieder und kann dadurch wieder laufen. Dort warten aber bereits durchgedrehte Roboter, wahnsinnige und technische modifizierte Ex-Kollegen und andere Gegner, die den Spieler tot sehen wollen. Nun macht der Spieler sich auf die Suche, um herauszufinden, was passiert ist.

## Spielprinzip

### Kampfsystem
The Surge ist ein Action-Rollenspiel mit Hack-and-Slay-Elementen, in welchem der Spieler gegen Computergegner im Einzelspielermodus kämpft (Player versus Environment). Dabei kann er auch sein erhaltenes Exoskelett für den Kampf benutzen und dieses durch Upgrades anpassen. Der Spieler kann auf die unterschiedlichen Körperteile seiner Gegner fokussiert zielen und Finishing Moves nutzen, welche mit den Zerstückelungen der Gegner im Bullet-Time-Modus enden. Von Feinden abgetrennte Gegenstände können dabei genutzt werden, um seinen Charakter aufzurüsten. Die vom Spieler verwendeten Waffen stellen meist zweckentfremdete Werkzeuge dar. Da der Spieler beim Blocken Ausdauer und Gesundheit verliert, ist er dazu aufgefordert, mehr in Bewegung zu sein. Die Energieleiste zeigt dem Spieler an, welche Angriffe ausgeführt werden können und ob Gesundheit wieder hergestellt werden und die Waffenstärke verbessert werden kann.

### Levelarchitektur und Charakter
Die Levelarchitektur ist weitgehend vertikal gestaltet und fordert den Spieler auf, geheime Wege zu finden und sparsam mit den Ressourcen umzugehen. Die Fähigkeiten erlernt der Charakter, indem er Softwarechips sammelt, die in der Fabrik verteilt sind. Durch gesammelte Implantate erhöht Warren seine Gesundheit, Ausdauer oder bestimmt die Menge und Intensität von Heilspritzen. Der Spieler bezahlt mit der InGame-Währung Altmetall. Wenn er stirbt, startet er am Levelanfang wieder neu, da es keine Speicherpunkte gibt.

## Entwicklung und Veröffentlichung

### Entwicklung und Ankündigungen
Das Spiel wurde von Deck13 mit der FLEDGE Engine entwickelt und wird von Focus Home Interactive vermarktet. Inspiriert wurde das Spiel dabei von Rise of the Robots und Dark Souls. Deck13 hatte bereits zuvor das Spiel Lords of the Fallen entwickelt, welches sich ebenfalls an Souls orientiert.

### Veröffentlichung und Verkauf
Das Spiel erschien erstmals am 16. Mai 2017 für Microsoft Windows, PlayStation 4 und Xbox One. Am 20. Juli 2017 wurde außerdem eine Demo-Version des Spiels veröffentlicht. Am 13. Juli wurde sie bereits für den Zeitraum zwischen den 17. und 23. Juli angekündigt. Als Publisher fungiert dabei Focus Home Interactive. Bis Dezember 2017 hat sich das Spiel fast 500.000 Mal verkauft.

### Erweiterungen und Updates
Für das Spiel wurden mehrere Erweiterungen und Updates hinzugefügt.
Am 12. Oktober 2017 wurde das kostenlose Waffenpaket Fire & Ice veröffentlicht, welches dem Spiel zehn neue Hightech-Waffen hinzufügt.
Am 5. Dezember 2017 wurde die Erweiterung A Walk in the Park veröffentlicht, welche von den Spielern weitgehend positiv aufgenommen wurde. In der Erweiterung kann der Spieler den Freizeitpark CREO World besuchen und das Spiel wird um 16 neue Waffen, neue Ausrüstung sowie neue Implantate und neue Gegner erweitert.
Am 19. April 2018 erschien das kostenlose DLC Cutting Edge, welches das Spiel um drei neue Ausrüstungssets erweitert.
Mit The Good, the Bad and the Augmented erschien am 2. Oktober 2018 eine zweite kostenpflichtige Story-Erweiterung. Darin können Versuchskammern im Wilder-Westen-Stil absolviert werden um bis zu 30 neue Ausrüstungsteile zu erhalten.

## Rezeption

### Kritiken
Aufgrund der Ähnlichkeit mit Souls wird das Spiel von der Presse auch als „Science-Fiction-Dark-Souls“ bezeichnet. 4Players vergleicht die Spielmechanik mit Transformers und Mortal Kombat und lobt die dynamischen und animierten Kämpfe. Hervorgehoben wird dabei die Steuerung, die auf ein Anvisieren der Körperteile abzielt und unterschiedliche taktische Möglichkeiten bietet. Computer Bild zieht aufgrund der Spieldynamik außerdem auch einen Vergleich zu Bloodborne. Gelobt wird von der Zeitung die Kampfmechanik, das herausfordernde Gameplay mit einem angenehmen Crafting-System und die Levelarchitektur. Kritisiert wird allerdings das detailarme Design, eine wenig abwechslungsreiche Spielwelt und zu wenig Atmosphäre. Wie in Dark Souls auch kann der Schwierigkeitsgrad zwar frustrierend sein, aber auch herausfordernd wirken. Markus Schwerdtel von der GameStar sieht zwischen diesen genau die Balance. Golem.de bezeichnete das Spiel als bestes deutsches Actionspiel seit langem.
Der Metascore liegt bei den drei Plattformen zwischen 72 und 74 Punkten von 100 möglichen.

### Auszeichnungen
2017 gewann das Spiel den Deutschen Entwicklerpreis in der Kategorie „Bestes Deutsches Spiel“. Entgegen mancher Erwartungen wurde das Spiel bei der Vergabe des Deutschen Computerspielpreises (DCP) nicht berücksichtigt. Bereits für die Preisverleihung 2017 war das Spiel in einem noch unfertigen Zustand eingereicht worden und konnte die Jury in diesem Zustand nicht überzeugen. Eine Einreichung im finalen Zustand für die Preisverleihung im Folgejahr war wegen der Regularien des DCP nicht mehr möglich.

## Nachfolger
Am 24. September 2019 erschien die Fortsetzung The Surge 2 für Windows, PS4 und Xbox One.